# Javon Foster
Javon Foster (Detroit, 31 marzo 2000) è un giocatore di football americano statunitense che milita nel ruolo di offensive tackle per i Jacksonville Jaguars della National Football League (NFL).

## Carriera universitaria
Foster al college giocò a football a Missouri dal 2018 al 2023. Nella prima stagione fu redshirt, potendo cioè allenarsi con la squadra ma non scendere in campo, mentre nel 2019 disputò 2 partite. Nel 2020 giocò 9 gare di cui 2 come titolare. Nel 2021 divenne il tackle sinistro titolare e da lì in poi disputò 39 gare come partente fino al 2023. Nel 2022 fu inserito nella seconda formazione ideale della Southeastern Conference (SEC) mentre nel 2023 nella prima.

## Carriera professionistica

### Jacksonville Jaguars
Foster fu scelto nel corso del quarto giro (114º assoluto) del Draft NFL 2024 dai Jacksonville Jaguars. Nella sua prima stagione disputò 4 partite, nessuna delle quali come titolare.